# Barleria gossweileri
Barleria gossweileri är en akantusväxtart som beskrevs av Spencer Le Marchant Moore. Barleria gossweileri ingår i släktet Barleria och familjen akantusväxter. Inga underarter finns listade i Catalogue of Life.